# Ciao
Ciao je neformalni pozdrav podrijetlom iz venecijanskog jezika, u kojem znači sluga (s'ciavo). 
Oblik pozdrava se temelji se na latinskim pozdravu servus (rob).  Usvojen je u talijanski jezik i rabi se u brojnim jezicima svijeta.
Riječ može značiti bok ili doviđenja.
U Italiji dvostruko ciao ciao označava otpozdrav. Više puta od toga znači da se osobi žuri. Izgovoreno s dugim a znači da je osobi drago zbog susreta (iskreno ili ironično). 
U Hrvatskom jeziku se pojavljuje kao usvojenica ćao